# Пивоваров, Валентин Николаевич
Валенти́н Никола́евич Пивова́ров (род. 4 февраля 1935 года, д. Казанка Ельцовский район Алтайский край, СССР) — советский военачальник. Командир 39-й гвардейской мотострелковой Барвенковской дивизии (1976—1981), командир 12-го армейского корпуса (1981—1984), Первый заместитель начальника штаба Московского военного округа (1988—1991). Генерал-майор.

## Биография
Валентин Николаевич Пивоваров родился 4 февраля 1935 года в деревне Казанка Ельцовского района Алтайского края. Отец — Пивоваров Николай Григорьевич, офицер РККА, погиб под Сталинградом 30 декабря 1942 года. Мать — Пивоварова Дарья Фёдоровна, из рабочих. 

После окончания средней школы, в 1954 году, Валентин Пивоваров поступает в Омское Краснознамённое ВОКУ. После окончания военного училища, в 1957 году, начинает службы в рядах Советской армии на офицерских должностях.
Жена — Пивоварова Валентина Борисовна. Сын — Игорь, подполковник запаса.

## На воинской службе
- 1954—1957 — курсант Омского высшего общевойскового командного училища.
- 1957—1963 — командир мотострелкового взвода 200-го гвардейского мотострелкового Фастовского ордена Ленина Краснознамённого орденов Суворова и Богдана Хмельницкого полка 12-й гв. тд 6-й гв. ТА. В/ч пп 61139 ГСВГ, (г. Бург).
- 1963—1966 — командир мотострелковой роты 167-го гвардейского мотострелкового Краснознамённого полка 1-й гв. мсд 11-й гв. А ПрибВО, (г. Калининград).
- 1966—1969 — слушатель Военной академии имени М. В. Фрунзе.
- 1969—1970 — заместитель командира мотострелкового полка (г. Грозный).
- 1970—1971 — заместитель командира 211-го мотострелкового полка 22-й мсд, в/ч пп 19932 (г. Петропавловск-Камчатский).
- 1971—1973 — командира 871-го мотострелкового полка ДВО, (г. Хабаровск).
- 1974—1976 — слушатель Военной академии Генерального штаба Вооружённых Сил СССР имени К. Е. Ворошилова.
- 1976—1981 — командир 39-й гвардейской мотострелковой дивизии 8-й гв. А ГСВГ, (г. Ордруф).
- 1981—1984 — командир 12-го армейского корпуса СКВО (г. Краснодар).
- 1984—1988 — Группа военных специалистов Министерства обороны СССР.
- 1988—1991 — 1-й заместитель Начальника штаба Московского военного округа.

## Награды

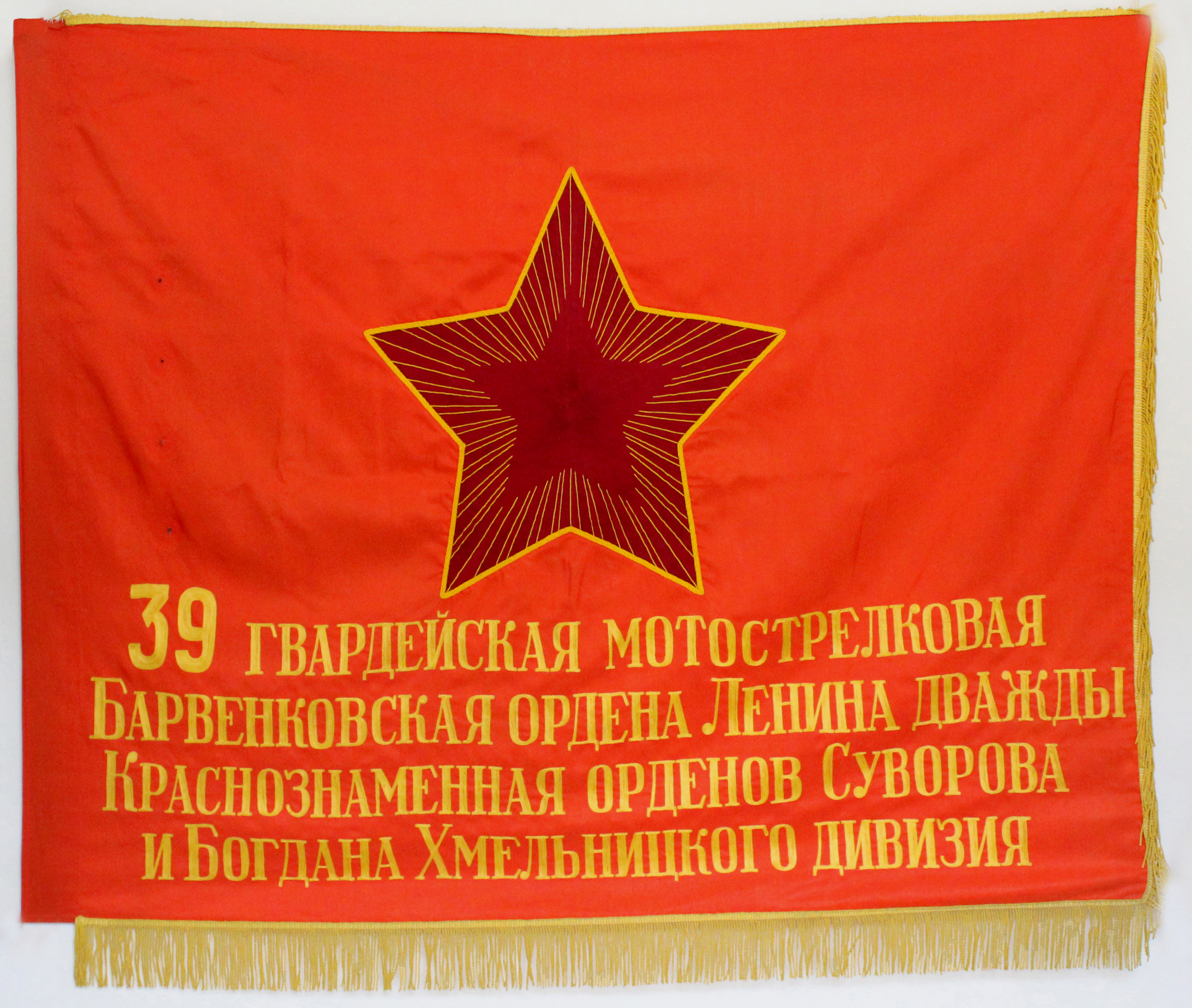
Знамя 39-й гвардейской мотострелковой дивизии.

- Орден За службу Родине в Вооружённых Силах СССР 3 степени
- Медаль За безупречную службу 1 степени
- Медаль За безупречную службу 2 степени
- Медаль За безупречную службу 3 степени
- Медаль «За укрепление боевого содружества»
- Медаль «Ветеран Вооружённых Сил СССР»
- Медаль «В ознаменование 100-летия со дня рождения Владимира Ильича Ленина»
- Юбилейная медаль «Двадцать лет Победы в Великой Отечественной войне 1941—1945 гг.»
- Юбилейная медаль «50 лет Вооружённых Сил СССР»
- Юбилейная медаль «60 лет Вооружённых Сил СССР»
- Юбилейная медаль «70 лет Вооружённых Сил СССР»
- Медали СССР
- Медали РФ
- Иностранные медали

## В отставке
В отставке с 1991 года. Валентин Николаевич Пивоваров продолжает активно участвовать в общественной жизни и в боевой подготовке ВС России, работе ряда ветеранских организаций, является членом Ассоциации офицеров запаса Вооружённых сил «Мегапир». Председатель Совета ветеранов 39-й гвардейской мотострелковой дивизии. Проживает в городе Москве.